# Rosa Brítez
Rosa Brítez (Itá, 9 de abril de 1941 - 20 de diciembre de 2017) fue una alfarera paraguaya. Ha desarrollado un particular estilo modelando en barro negro y creando figuras representativas de su entorno. Su obra se ha reconocido y valorado tanto en el Paraguay como en otros países.

## Infancia y juventud
Hija de Ramona Brítez. Huérfana de madre a la edad de seis años, quedó al cuidado de su tía Simeona Cáceres viuda de Farías, de quien recibió las primeras instrucciones en el moldeado del barro. Asistió a la escuela hasta el tercer grado de Educación Escolar Básica, momento en que sus tíos decidieron que ya debía aprender un oficio. Es así que desde los nueve años se dedicó a lo que sería su pasión durante toda su vida: el moldeado del barro. Sus primeras creaciones fueron cantarillas, cántaros, platos y objetos de formas sencillas. Poco a poco fue descubriendo las posibilidades de la arcilla y sus figuras fueron tomando formas y estructuras más complejas.

## Evolución
A la edad de veintitrés años aproximadamente, su oficio tomó un carácter artístico. Aparecieron, entonces, sus primeros platos de pared con las figuras del Sol y la Luna, con el estilo que la identifica. De esa época datan, también, sus creaciones con formas de animales de la fauna paraguaya como el «tatú bolita», sus carretas, jarras con uvas y otros objetos que se destacan por la originalidad de las formas y las texturas.
Más adelante presentó unas polémicas y llamativas figuras con formas de parejas de enamorados representados en el texto hindú Kamasutra, obteniendo gran aceptación del público paraguayo y del exterior. Según comenta ella misma, estando en la Expo Sevilla en el año 1982, Juan Carlos I, rey de España, adquirió la totalidad de esta colección.
Casada con Emiliano Quintana, tuvo 13 hijos, 10 varones y 3 mujeres. Estos le han dado 26 nietos, además de varios bisnietos. Rosa Brítez ha realizado varias exposiciones nacionales e internacionales y dispone de una pequeña galería artesana en su casa de Itá, que atiende ella misma.

## Exposiciones
| Año               | Exposiciones                                                                 |
| ----------------- | ---------------------------------------------------------------------------- |
| 1970 en adelante. | Exposiciones individuales y colectivas. Museo del Barro. Asunción. Paraguay. |
| 1992              | Expo Sevilla. España.                                                        |
| 1994              | Exposición en Alemania.                                                      |
| 2001              | Expo Mundial de Cerámica, Artesanía y Folklore. Seúl. Corea.                 |
| 2003              | Exposiciones en Chile y Uruguay                                              |
| 2004              | Exposición en México.                                                        |
| 2005              | Exposición en Francia.                                                       |

## Premios y distinciones
| Año  | Premios y distinciones |
| ---- | --- |
| 1989 | Nombrada «Ceramista de América» en Estados Unidos.                                                                                                   |
| 2007 | Propulsores de la Artesanía Paraguaya. Instituto paraguayo de Artesanía. Mariano Roque Alonso. Paraguay.                                             |
| 2008 | Reconocimiento público a su incansable tarea artesanal. Día Internacional de la Mujer. Secretaría de la Niñez y la Adolescencia. Asunción. Paraguay. |

## Estilo

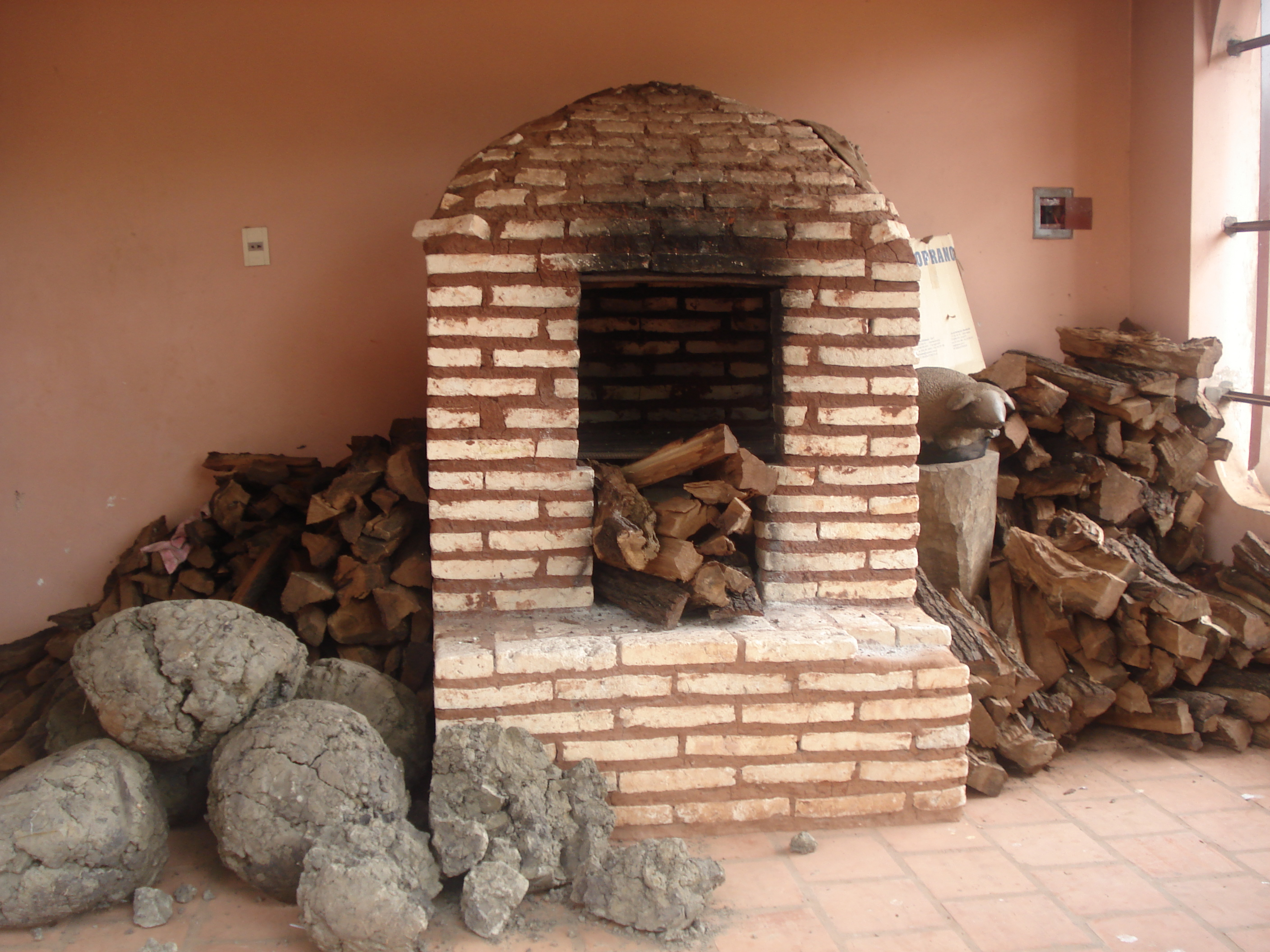
Horno utilizado por Doña Rosa para cocer sus obras.

Usando como herramientas de alfarería primitiva un pedazo de tacuara, una cuchara, un palito y hojas de naranja, Doña Rosa da formas fantásticas al barro, desde los seres de la mitología paraguaya, platos representando al sol y a la luna, pesebres, animales y personajes característicos de la cultura del Paraguay.

«Yo soy lo que soy porque hago del barro lo que quiero. La cultura es una acción, no sólo ideas y pensamientos. Incluso el escribir es una actividad que tiene mucho de artesanía. La obra de arte es un producto que se puede ver y tocar, o escuchar, gustar, en fin. Por esto hay una cultura de buen gusto que es la que es, la que está en consonancia con el sentir de un pueblo. La cultura en el Paraguay es lo que constituye nuestro ser, es ñande reko».
Rosa Brítez

Doña Rosa crea objetos mirando fotografías e imágenes relacionadas con rostro de las personas. Así mismo, crea jarrones, tortugas, peces, máscaras, y un centenar de tipos de moldes diferentes.